# Borikenophis sanctaecrucis
Espèce
Synonymes
- Alsophis sancticrucis Cope, 1862

Statut de conservation UICN

 CR  : 
En danger critique
Borikenophis sanctaecrucis est une espèce éteinte de serpents de la famille des Dipsadidae.

## Répartition
Cette espèce était endémique de Sainte-Croix aux îles Vierges des États-Unis.
Elle est éteinte depuis 1898.

## Étymologie
Cette espèce est nommée en référence au lieu de sa découverte, Sainte-Croix.

## Publication originale
- Cope, 1862 : Synopsis of the Species of Holeosus and Ameiva, with Diagnoses of new West Indian and South American Colubridae. Proceedings of the Academy of Natural Sciences of Philadelphia, vol. 14, p. 60-81 (texte intégral).